# Erchin
Erchin är en kommun i departementet Nord i regionen Hauts-de-France i norra Frankrike. Kommunen ligger i kantonen Arleux som tillhör arrondissementet Douai. År 2022 hade Erchin 674 invånare.

## Befolkningsutveckling
Antalet invånare i kommunen Erchin
| Referens: INSEE |